# Квашнин, Сергей Афанасьевич
Сергей Афанасьевич Квашнин (род. 23 октября 1954) — советский биатлонист, чемпион СССР в эстафете (1981), мастер спорта СССР.

## Биография
Воспитанник ДЮСШ «Олимп» г. Зеленогорска. На взрослом уровне выступал за спортивное общество «Буревестник» и город Красноярск.
Трёхкратный чемпион СССР среди студентов, неоднократный победитель всесоюзных соревнований.
В 1981 году стал чемпионом СССР в эстафете в составе сборной общества «Буревестник» вместе с Л.Новиковым, Николаем Ильиных и Михаилом Крутиковым. В 1982 году на V зимней Спартакиаде народов СССР принимал участие в эстафете в составе сборной Красноярского края на последнем этапе и сумел поднять её с 12-го места на четвёртое.
Завершил спортивную карьеру в 1983 году, затем перешёл на тренерскую работу. Работал преподавателем физвоспитания в
Красноярском кооперативном техникуме. Также имеет республиканскую категорию в качестве судьи соревнований по биатлону, был главным судьёй чемпионата России 2006 года, проходившего в Красноярске. Принимал участие в ветеранских соревнованиях по биатлону.

## Личная жизнь
Женат. Дети Алексей и Елена.